# Лютов, Вячеслав Викторович
Вячеслав Викторович Лютов (7 августа 1970, Челябинск — 18 сентября 2020, Кыштым) — педагог, журналист, писатель, член Союза журналистов России (2003).

## Биография
Родился в Челябинске в семье служащих. Мама Нина Яковлевна Кузнецова была бухгалтером. С отцом маленького Славы развелась.
В 1987 году окончил среднюю школу #30 г. Челябинска. По признанию писателя, учился плохо. В том же году поступил в Челябинский госуниверситет. Окончил филологический факультет Челябинского государственного университета в 1992 году.
В 1992—98 годах жил и работал в Каслинском районе учителем русского языка и литературы в школах: средняя общеобразовательная школа с. Булзи, директором средней общеобразовательной школы с. Маук. За эти годы разработал учебные программы: «Использование графических схем на уроках литературы», «Курс орфографии в 10 занятиях». Сотрудничал с газетой «Красное знамя», где публиковал статьи и стихотворения. В 1998 году переехал в Челябинск. В 1998—2000 годах являлся редактором, заведующим редакции издательства «Урал Л. Т. Д.», в 2000 — заведующим отделом информации газеты «Челябинская область».
В 1999 году опубликовал сборник «Русские писатели в жизни», в который вошли 25 биографических очерков. В 2001 совместно с поэтом Ю. Б. Поповым выпустил литературно-философский альманах «Пасека», в котором были опубликованы рассказы, эссе «Бегство в Ничто. Киргегард глазами Льва Шестова», литературно-биографический очерк «К истории отношений Гоголя и отца Матвея Константиновского» (первое в стране исследование на эту тему).
В 2001 году В. В. Лютов совместно с краеведом О. В. Вепревым организовал литературно-аналитическую группу «Раритет», которая подготовила к изданию книгу: «Арбитражный суд Челябинской области. 1922—2002» (2002), «Государственная безопасность: три века на Южном Урале» (2002), «УралАЗ. Заметки на полях внешнего управления» (2003), «ОАО „Электромашина“ и СКБ „Ротор“: Нам вместе сто лет» (2004), «Южноуральский излом: Штрихи к политическому портрету П. И. Сумина» (2004). В последней работе рассматриваются политические и социально-экономические процессы, происходившие на Южном Урале в 1980—2000-х гг.
Группой «Раритет» реализован проект «Исторический момент» — серия очерков, посвященных вопросам истории Челябинской области (опубликовано в газете «Возрождение Урала»), отмечен премией губернатора за лучшую журналистскую работу (2002). В числе наиболее значительных произведений Лютова — пьеса в стихах «Башня для свободы» (о судьбе нем. поэта-романтика И. Гельдерлина), философско-литературоведческое эссе «Тень Агасфера (заметки о жизни В. А. Жуковского)», «Мифология „ Избранных мест из переписки с друзьями“ Н. В. Гоголя», «Семя на ветер (платонические черты в большевизме)», исследования жизни и творческого пути В. В. Розанова, Г. С. Сковороды и Л. Шестова.
Литературные премии:
Лютов — лауреат Всероссийской премии им. Д. Н. Мамина-Сибиряка (2007; совместно с Вепревым, за кн. «Государственная безопасность: три века на Южном Урале»). 2021 г. — Международная литературная премия «Югра» (За вклад в развитие отечественной литературы).
Смерть:
Точная причина и обстоятельства смерти Вячеслава Лютова до конца неизвестны. Высказывания очевидцев событий отрывочны. Умер от сердечного приступа, когда делал интервью. По воспоминаниям очевидцев событий 18 сентября (в день смерти), В. В. Лютов готовил некролог главы Пластовского района Челябинской области А. В. Неклюдова. Вечером 18 сентября в Кыштыме была запланирована презентация его книги «История Кыштыма» (2020 год). Он выехал из Челябинска на своем автомобиле вместе с членами семьи для встречи с читателями. Очевидцы отмечали особый температурный режим во дворце культуры, где проходила презентация: было холодно (осень, отопительный сезон еще не начался) и очень душно (спертый воздух).
Когда беседа подошла к концу, в зале остался В. В. Лютов и местная журналистка, которой в интервью писатель рассказывал о своих планах и новых книгах. Примерно через 20 минут какой-то человек выбежал из здания с криком: «Вызовете скорую. Человеку плохо». В течение часа прибыли две бригады врачей. Через 20 минут прибыла одна скорая, обыкновенная, и еще через 40 минут специальная реанимационная машина. Требовалось еще время, чтобы зарядить разряженные аккумуляторы для реанимационных мероприятий сердца. Но было поздно. Лютов скончался мгновенно. Врачи констатировали смерть.
Похоронен в с. Булзи Каслинского района.